# Ismaël Zagrè
Ismaël Zagrè, né le 21 décembre 1992 à Ouagadougou au Burkina Faso, est un footballeur international burkinabé qui joue actuellement à l'AS Vita Club.

## Statistiques de carrière
| Saison                | Club                  | Championnat           | Championnat | Championnat | Coupe nationale | Coupe nationale | Coupe de la Ligue | Coupe de la Ligue | Compétition(s) continentale(s) | Compétition(s) continentale(s) | Compétition(s) continentale(s) | Sélection    | Sélection | Sélection | Total | Total |
| Saison                | Club                  | Division              | M.          | B.          | M.              | B.              | M.                | B.                | Comp.                          | M.                             | B.                             | Équipe       | M.        | B.        | M.    | B.    |
| 2015-2016             | Ulisses               | Premier-Liga          | 8           | 0           | 1               | 0               | -                 | -                 | -                              | -                              | -                              | Burkina Faso | -         | -         | 9     | 0     |
| Sous-total            | Sous-total            | Sous-total            | 8           | 0           | 1               | 0               | 0                 | 0                 | -                              | 0                              | 0                              | -            | 0         | 0         | 9     | 0     |
| Total sur la carrière | Total sur la carrière | Total sur la carrière | 8           | 0           | 1               | 0               | -                 | -                 | -                              | -                              | -                              | Burkina Faso | 3         | 1         | 12    | 1     |